# Omorgus insignicollis
Omorgus insignicollis är en skalbaggsart som beskrevs av Blackburn 1896. Omorgus insignicollis ingår i släktet Omorgus och familjen knotbaggar. Inga underarter finns listade i Catalogue of Life.